# Émeute de la peste à Moscou

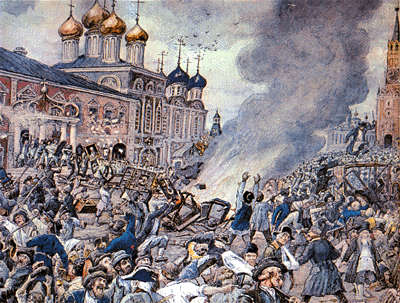
Émeute de la peste à Moscou, 1771.

L'émeute de la peste (en russe : Чумной бунт) est une émeute à Moscou en 1771 entre le 15 et le 17 septembre, causée par une épidémie de peste bubonique.

## Déroulement

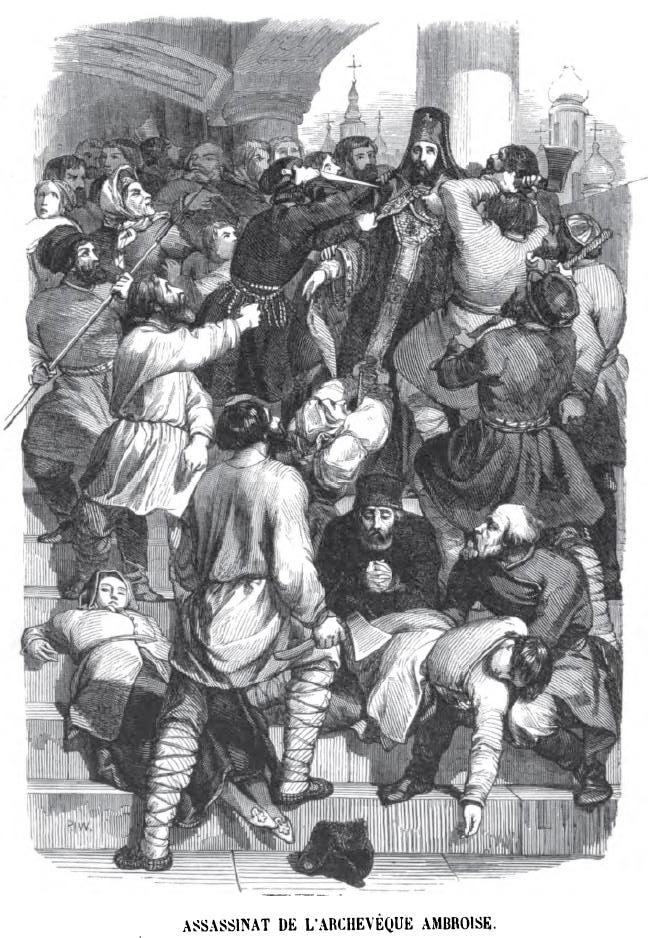
Le meurtre de l'archevêque Ambroise. Gravure de Charles Michel Geoffroy, 1845.

Les premiers signes de peste sont apparus fin 1770 à Moscou et l'épidémie est majeure au printemps suivant. Les mesures prises par les autorités, telles que la création de quarantaines forcées, la destruction des biens contaminés sans compensation ni contrôle, et la fermeture des bains publics provoquent la peur et la colère des habitants. L'économie de la ville est au plus bas, car de nombreux marchés, magasins et bâtiments administratifs ont été fermés. Il en résulte de graves pénuries alimentaires et une détérioration des conditions de vie de la majorité des Moscovites. La noblesse et les citadins aisés quittent Moscou pour échapper à l'épidémie de peste.
Les premières manifestations populaires contre les mesures prises ont eu lieu les 29 août et 1er septembre dans un quartier de Lefortovo. Début septembre, les rumeurs d'un soulèvement imminent circulent déjà. Une tentative de l'archevêque Ambroise de Moscou d'empêcher les citoyens de se rassembler devant l'icône de la Vierge Marie de Bogolioubovo à Kitaï-gorod, comme mesure de quarantaine, déclenche l'émeute de la peste. Le 15 septembre, des foules de Moscovites commencent à affluer vers la place Rouge au son des cloches d'alarme. Repoussant une unité militaire, ils font irruption dans le Kremlin et mettent à sac le monastère de Tchoudov (résidence de l'archevêque) et ses caves à vin. L'archevêque Ambroise parvient à se réfugier au monastère Donskoï.
Le 16 septembre, l'émeute prend de l'ampleur. Des habitants en colère s'emparent du monastère Donskoï, tuent l'archevêque Ambroise et détruisent deux zones de quarantaine (au monastère Danilov et devant les portes de Serpoukhov). Dans l'après-midi, la plupart des rebelles s'approchent du Kremlin et sont confrontés à plusieurs unités militaires. La foule exige la reddition du lieutenant général Piotr Dmitrievitch Eropkine (ru), qui supervise les affaires de Moscou après le départ de Piotr Saltykov. Dès que les Moscovites attaquent la porte du Sauveur du Kremlin, l'armée ouvre le feu à la chevrotine, dispersant la foule et capturant une partie des rebelles. Le matin du 17 septembre, environ mille personnes sont à nouveau rassemblées devant la porte du Sauveur, exigeant la libération des rebelles capturés et la suppression des quarantaines. L'armée réussit à disperser la foule une fois de plus et réprime l'émeute. 
Quelque 300 personnes sont traduites en justice. Une commission gouvernementale dirigée par Grigori Orlov est envoyée à Moscou le 26 septembre pour rétablir l'ordre. Il prend des mesures contre la peste et donne aux citoyens du travail et de la nourriture, ce qui apaise le peuple de Moscou. La commission améliore les services de quarantaine ; met fin aux incendies criminels de propriétés ; rouvre les bains publics ; autorise le commerce ; augmente les livraisons de nourriture et organise des travaux publics. Dans le même temps, la commission engage des poursuites contre les émeutiers. Quatre sont exécutés ; 165 adultes et douze adolescents sont punis. Avec l'arrivée du froid, l'épidémie commence à s'atténuer. Environ 200 000 personnes sont mortes à Moscou et dans sa périphérie pendant la peste.
Il y eut une autre condamnée, inattendue : la cloche de l'église qui avait servi à sonner l'alarme. Par ordre de Catherine II, un bourreau coupa le battant, et, pendant plus de trente ans, la cloche resta silencieuse dans son clocher. Finalement, en 1803, elle est enlevée et envoyée à l'Arsenal et, en 1821, à l'Armurerie du Kremlin.

## Note et référence
1. ↑  Caroline Brooke, Moscow: a cultural history, Oxford University Press, 2006 (ISBN 978-0-19-530951-5 et 978-0-19-530952-2)